# Bogdan Juratoni
Bogdan Andrei Juratoni (* 17. Juni 1990 in Alba Iulia) in ein rumänischer Boxer und Olympiateilnehmer von 2012 im Mittelgewicht.

## Karriere
Der 1,78 m große Linksausleger nahm 2006 an den Kadetten-Europameisterschaften in Albanien teil und gewann die Silbermedaille im Federgewicht. 2007 gewann er in der Gewichtsklasse bis 66 kg die Goldmedaille bei den Kadettenmeisterschaften der EU in Italien und erreichte im Halbweltergewicht das Viertelfinale der Junioren-Europameisterschaften in Serbien, wo er gegen Zdeněk Chládek ausschied. Bei den Jugend-Weltmeisterschaften 2008 in Mexiko kam er im Weltergewicht ebenfalls ins Viertelfinale und verlor dort gegen den späteren Goldmedaillengewinner Óscar Molina.
2009 gewann er nach Halbfinalniederlage gegen Darren O’Neill eine Bronzemedaille im Mittelgewicht bei den EU-Meisterschaften in Dänemark. 2011 folgte seine Teilnahme an den Europameisterschaften in der Türkei, wo er nach einem Sieg gegen Aleksandar Drenovak, im Achtelfinale gegen Peter Müllenberg unterlag.
Seinen größten Erfolg erzielte er bei den Weltmeisterschaften 2011 in Aserbaidschan, als er eine Bronzemedaille im Mittelgewicht erkämpfen konnte. Nach Siegen gegen Matej Dujić, Tibor Varga, Emilio Correa und Andranik Hakobjan, schied er erst im Halbfinale gegen Jewhen Chytrow aus. Damit war er auch für die Olympischen Spiele 2012 in England qualifiziert, unterlag dort jedoch gegen Abbos Atoyev mit 10:12.
Bei den Europameisterschaften 2013 in Belarus gewann er die Silbermedaille im Mittelgewicht nach Finalniederlage mit 1:2 gegen Jason Quigley, nachdem er zuvor Aston Brown, Vitali Bondarenko und Zoltán Harcsa besiegt hatte. Er nahm zudem an den Weltmeisterschaften 2013 in Kasachstan teil, wo er Wen Yinhang und Michał Kowalczyk besiegte, aber im Viertelfinale gegen Schänibek Älimchanuly scheiterte.
Nachdem er 2015 weder an der EM in Bulgarien noch der WM in Katar teilgenommen hatte, versuchte er sich 2016 für die Olympischen Spiele in Brasilien zu qualifizieren. Er schied jedoch bei den Ausscheidungsturnieren in der Türkei, Aserbaidschan und Venezuela jeweils frühzeitig gegen Anthony Fowler, Raul Sanchez bzw. Xhek Paskali aus. Bei den Europameisterschaften 2017 in der Ukraine boxte er bereits im Halbschwergewicht, verlor jedoch im ersten Duell gegen Sean Lazzerini.
Juratoni ist darüber hinaus rumänischer Meister von 2012, 2013, 2014, 2015 und 2016 im Mittelgewicht, sowie 2017 im Halbschwergewicht.